# فضیلت‌فروشی
فضل‌فروشی، فضیلت‌فروشی یا فضیلت‌نمایی (به انگلیسی: virtue signalling)،
یک نوواژه برای ابراز علنی نظرات یا احساساتی است که قصد دارند شخصیت نیک یا درستی اخلاقی فرد را در مورد یک موضوع خاص نشان دهند. این اصطلاح برای توصیف افرادی استفاده می‌شود که از مواضع اخلاقی به عنوان ابزاری برای جلب توجه یا کسب تأیید اجتماعی استفاده می‌کنند. فضیلت فروشی می‌تواند در اشکال مختلفی از جمله ارسال پست در رسانه‌های اجتماعی، اظهار نظر در بحث‌های آنلاین، یا پوشیدن لباس یا لوازم جانبی با نمادهای سیاسی یا اجتماعی باشد.

## تاریخچه

### در زیست‌شناسی تکاملی

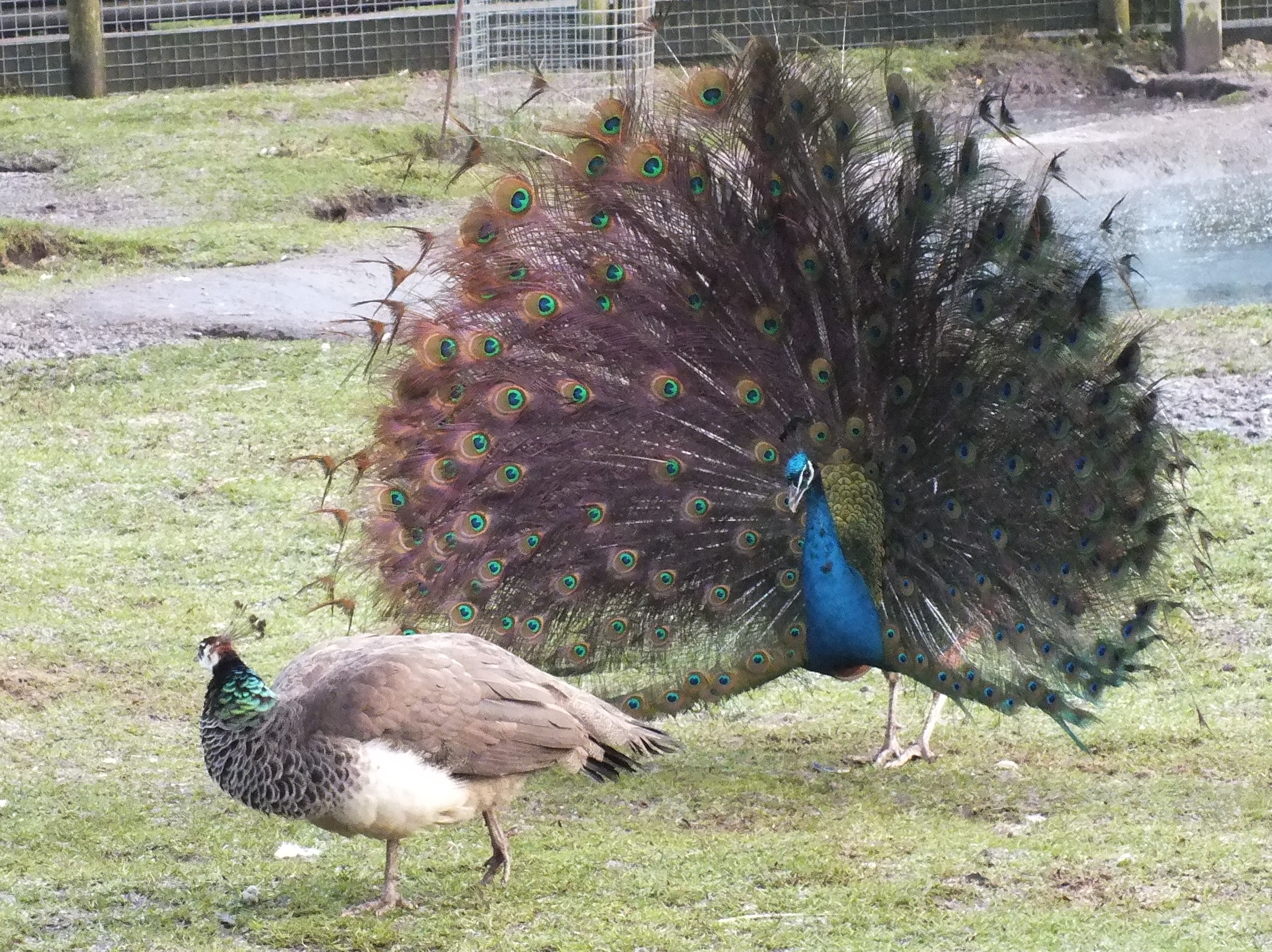
طاووس نر و ماده

ایده تظاهر به ارزشهای اخلاقی سالها پیش از رواج این اصطلاح مورد مطالعه قرار گرفته بود. ایده تظاهر به فضیلت تا حدی از مطالعه علمی نظریه علامت دهی سرچشمه می‌گیرد. این مباحث پیشتر در سال ۱۸۷۱ توسط چارلز داروین در کتاب "تبار انسان، و انتخاب طبیعی در ارتباط با جنسیت" مطرح شده‌است. در این کتاب، داروین ایده فرگشت را با مفهوم انتخاب جنسی بررسی می‌کند. بر اساس این نظریه، در یک گونه زیستی برخی از صفات به دلیل توانایی جذب جنس مخالف پدید آمده و حفظ می‌شوند. به همین دلیل این صفات درگذر زمان سازواری (توانمندی برای بقا و تولید مثل) را افزایش می‌دهند، حتی اگر در غیر این صورت موجب کاهش آن می‌شدند. طبق دیدگاه داروین، تعدادی از این صفات صرفاً به دلیل گرایش جنس مخالف به آنها پایدار می‌مانند. به‌طور مشابه، بر مبنای نظریه علامت دهی در زیست‌شناسی فرگشتی، بیان آشکار ارزشهای اخلاقی، اطلاعاتی برای جنس مخالف فراهم می‌آورد که اجازه می‌دهد تا فضایل اخلاقی علامت دهی شده به عنوان صفات برتر در گزینش جنسی مطرح شوند.

### در زبان محاوره

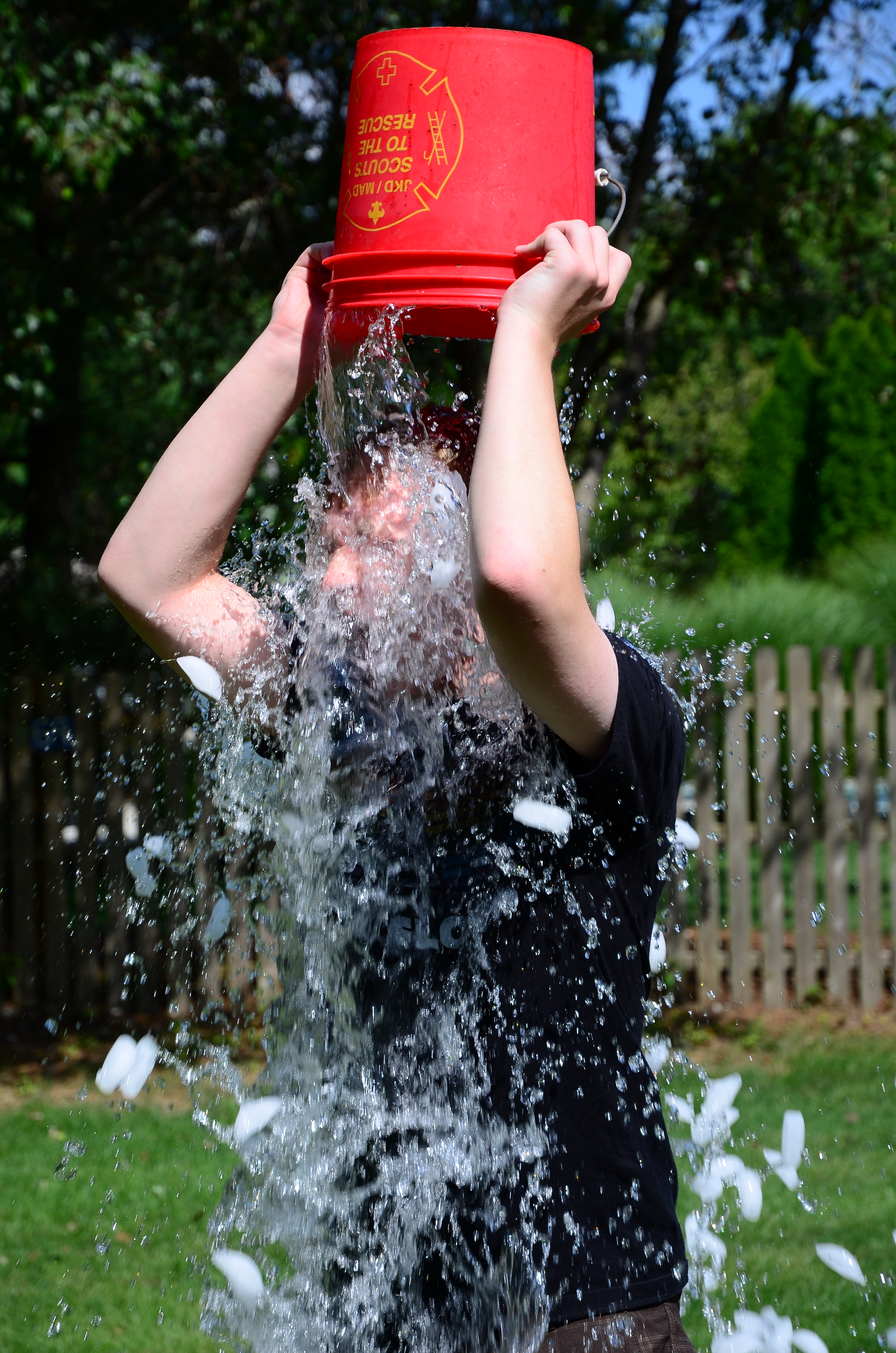
یک فرد در حال انجام چالش سطل آب یخ. این حرکت به عنوان یک نمونه از فضیلت‌فروشی مورد انتقاد قرار گرفته‌است.

در زبان انگلیسی، اصطلاح فضیلت‌نمایی در سال ۲۰۱۵ توسط یک روزنامه‌نگار بریتانیایی به نام جیمز بارتولومو در مجله اسپکتیتر به کار رفت. وی معتقد است که محبوبیت این واژه احتمالاً به دلیل عدم وجود اصطلاحات قبلی در رابطه با این عمل بوده‌است. ابراز فضیلت در فارسی با واژگان مباهات، ریاکاری، ظاهرسازی، فخر فروشی، روشنفکرنمایی و مشابه آن توصیف می‌شود.
در سالهای اخیر اصطلاح فضیلت‌فروشی به عنوان یک عبارت انتقاد آمیز برای محکوم کردن ظاهرسازی‌های اخلاق‌مدارانه و مشارکت رسانه ای در حرکت‌های در ظاهر عام‌المنفعه ولی کم اثر به کار می‌رود. در همان مقاله نخستین بارتولومو، وی این حرکت را یک عمل رسانه ای و عمومی با هزینه کم توصیف می‌کند که هدفش صرفاً آگاه‌سازی دیگران از همسو بودن فرد با دیدگاه مورد پسند جامعه در مورد یک موضوع است. روان‌شناس آمریکایی، جفری میلر، فضیلت‌نمایی را یک عمل ذاتی توصیف می‌کند، و به عنوان کاری از آن یاد می‌کند که همه انسانها انجام می‌دهند و نمی‌توانند از آن جلوگیری کنند. این اصطلاح بعضاً در راستای نقد نزاکت سیاسی به کار می‌رود.

## فضل‌فروشی
فضل‌فروشی واژه‌ای با ساختار مشابه ولی معنایی متفاوت است. فضل‌فروشی آن است که کسی ناتوانی خود در بیان دلیل را با به‌کارگیری واژه‌های سنگین، پیچیده و دیریاب بپوشاند و تلاش کند که دیگری را چنان از این واژه‌های پیچیده بترساند که دیگر شهامت اظهارنظر و مخالفت با وی را نداشته باشد. این افراد از واژه‌های دشوار و برابر کلمات به زبان‌های دیگر، نام دانشمندان و مکاتب علمی و فلسفی دهان‌پرکن و شعر شاعران و نام آن‌ها، و سخن سخنوران و نشان آن‌ها، بهره می‌برند؛ و این‌ها را در جایی می‌گویند یا می‌نویسند که نیازی به آوردن این سخنان و این نام و نشان‌ها نبوده و نیست. حالت ویژه، مسئله علم‌زدگی است و این‌که چون عده‌ای می‌خواهند مانند دانشمندان علوم تجربی باشند، این‌طور می‌گویند که کسی که در حین سخنرانی روپوش سفید می‌پوشد، بسیار دانشمند است و کسی که در زمان سخنرانی، روپوش سفید نمی‌پوشد از نظر دقت علمی سخنان بهره‌ای ندارد. نکته مهم این است که باید شخص چنان مخاطب را مرعوب سازد که وی احساس حقارت و خواری کند، و از نقد و فهم مطلب منصرف گردد، وگرنه سودی از فضل‌فروشی عاید نخواهد بود.